# Irina Brandstetter
Irina Brandstetter, vormals Irina Ananewa (* 5. Februar 1966 in Tula, Russland, damals UdSSR) ist eine ehemals russische, später österreichische Volleyballspielerin und -trainerin. 

## Biografie
Nach dem Besuch der Mittelschule schloss sie ihr Wirtschaftsstudium mit dem Magistertitel ab. Nebenbei wurde sie als Spielerin von Uralotschka Swerdlowsk und Mitglied der sowjetischen Volleyball-Nationalmannschaft „Meister des Sports in der UdSSR“.
Später ging sie nach Österreich, wo sie als Spielerin und Kapitän mehr als 100 Einsätze in der österreichischen Nationalmannschaft absolviert und dabei z. B. den Springcup gewonnen hat. Sie ist neunfache Cupsiegerin und österreichische Staatsmeisterin in der Halle. Zweimal stand sie im Europacupfinale. 
Seit Mitte 2003 hat sie die Trainerkarriere eingeschlagen und als Co-Trainer der (Männermannschaft) hotVolleys ebenfalls einen Meistertitel errungen. Nebenbei startete sie 2003 eine Karriere im Beachvolleyball (Partnerinnen: Christine Mellitzer [2003] und Annabelle Borchard [2004]); Dabei erzielte sie ebenfalls einige beachtenswerte Erfolge, darunter den Staatsmeistersieg 2003, den Masters-Gesamtsieg 2003 und den 2. Platz bei der Masterstour 2004.
Von 2005 bis 2010 arbeitete sie als Spielertrainerin der österreichischen Frauen-Bundesligamannschaft TSV Hartberg. 
Seit Herbst 2010 arbeitet sie als Trainerin der österreichischen Damen-Bundesligamannschaft SVS Post Schwechat.
Ihr Spitzname ist „Iri“. Sie spricht Deutsch, Russisch und Polnisch und versteht fast alle anderen slawischen Sprachen.